# Storoženský maják
Storoženský maják (rusky: Стороженский маяк), také maják Storožno, stojí na pobřeží Ladožského jezera v Leningradské oblasti v Rusku.
Maják stojí na jihovýchodě jezera na mysu v obci Storožno. Je sedmým nejvyšším zděným majákem na světě a druhým nejvyšším v Rusku.

## Historie
Na Storoženském mysu byl postaven první maják už v roce 1800, byl záhy zničen ledem. Další maják byl postaven v roce 1811 (zničen bouří) a nový v roce 1818. Dřevěný maják byl osmistěny a měl výšku 10,5 sáhů (23 m). V roce 1839 byla dřevěná věž nahrazena kamennou stavbou se světlem ve výšce 76 stop (asi 26 m) a byla na dlouhou dobu jediným majákem na Ladožském jezeře. V letech 1900–1905 byl vypracován nový plán uspořádání majáků v jižní části jezera. Vzhledem k špatnému stavu zdí starého majáku byl postaven nový. Stavba už v pořadí čtvrtého majáku byla zahájená v roce 1911. Osvětlení zabezpečovaly zpočátku naftové lampy, pak acetylénové a nakonec byly instalovány elektrické.
Maják je ohrazen plotem, je nepřístupný.
V blízkosti majáku se nachází kostel sv. Mikuláše, ruiny kláštera a památník zemřelým rybářům.

## Popis
Válcová zděná kamenná věž vysoká 71 m je ukončena ochozem a lucernou. Spodní část tvoří šedý neomítaný podstavec z kamenných kvádrů ukončený římsou, jeho stěny jsou dva metry tlusté. Konstrukce věže je stažena železnými pásy (už při výstavbě majáku). Na ochoz vede točité schodiště s 399 stupni. V lucerně je Fresnelova čočka ve výšce 76 m n. m. Věž má široké bílo-červené vodorovné pruhy.
U majáku je postaven obytný dům z červených cihel a hospodářské budovy.

## Data
- výška věže 71 m, světelný zdroj 76 m n. m.[6]
- záblesky bílé, červené a zelené světlo ve výsečích[7][8]
- dosvit bílé 40,76 km, červené 31,50 km, zelené 20,38 km

označení:
- ARLHS ERU-175

## Galerie

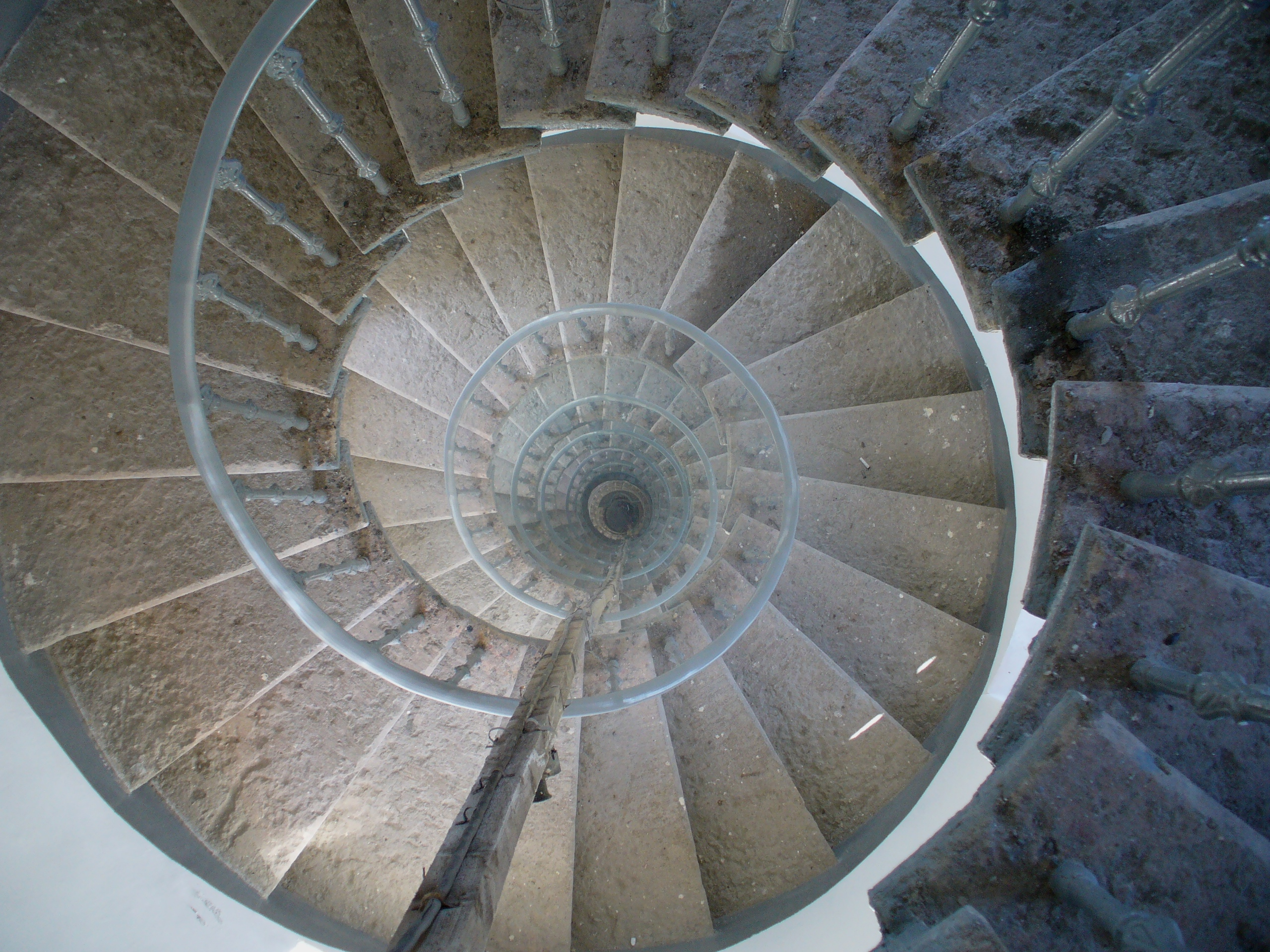
Točité schodiště
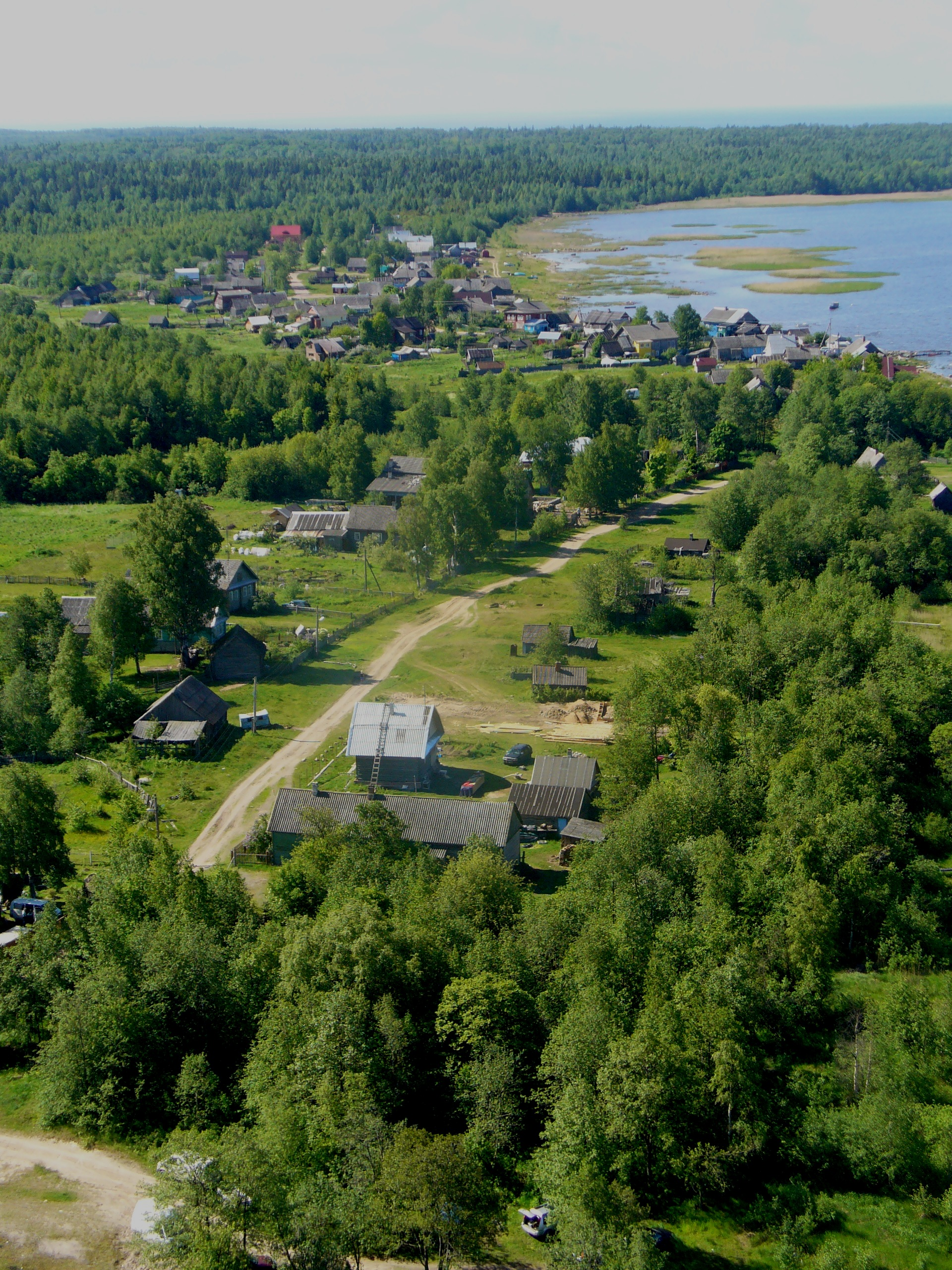
Pohled z majáku na vesnici Storožno